# 梨ノ木田の棚田
梨ノ木田の棚田（なしのきだのなだ）は、新潟県柏崎市高柳町にある棚田。1999年、農林水産省により「日本の棚田百選」に選出されている。黒姫山の磯之辺登山口そばにあり、標高400m、棚田は36枚、耕作面積は約2.9haになる。

## 地理
黒姫川の源頭にあり、土砂の流出防止、水資源の涵養の役割も果たしている。豊かな自然環境を維持して、貴重な山野草も多く自生している。黒姫登山道(磯之辺コース)の入り口から歩いて約3分程の距離にある。

## 歴史
いつ頃からこれらの棚田が耕作されるようになったかの歴史は不明。

## 交通アクセス
- 北陸自動車道「柏崎IC」から車で約35分
- 関越自動車道「六日町IC」から車で約1時間
- 北越急行ほくほく線「まつだい駅」から車で約30分
- JR信越本線・越後線「柏崎駅」から車で約45分

## 近在の観光スポット
- 貞観園
- 道の駅じょんのびの里高柳
- 新潟県立こども自然王国
- 越後松代棚田群